# Begovo Brdo (Serbia)
Begovo Brdo (cyr. Бегово Брдо) – wieś w Serbii, w okręgu rasińskim, w mieście Kruševac. W 2011 roku liczyła 632 mieszkańców.